# Dzielna (Silésie)
Pour les articles homonymes, voir Dzielna.
Dzielna (prononciation : [ˈd͡ʑɛlna]) est une localité polonaise de la gmina de Ciasna, située dans le powiat de Lubliniec en voïvodie de Silésie.